# Николаевка (Суетский район)
Николаевка — посёлок в Суетском районе Алтайского края России. Входит в состав Боронского сельсовета.

## История
Основан в 1910 году. В 1928 г. посёлок Николаевский состоял из 54 хозяйств, основное население — украинцы. Центр Николаевского сельсовета Знаменского района Славгородского округа Сибирского края.

## Население
| 1997 | 1998 | 1999 | 2000 | 2001 | 2002 | 2003 |
| ---- | ---- | ---- | ---- | ---- | ---- | ---- |
| 33   | ↘29  | ↘25  | ↗36  | ↗44  | ↘42  | ↗43  |
| 2004 | 2005 | 2006 | 2007 | 2008 | 2009 | 2010 |
| ↘42  | ↘28  | ↘26  | ↗32  | ↘29  | ↘26  | ↘25  |
| 2011 | 2012 | 2013 |      |      |      |      |
| ↗28  | ↗29  | ↘27  |      |      |      |      |